# Хобан, Джеймс
Джеймс Хобан (англ. James Hoban; родился ок. 1762, Каллан, графство Килкенни, Ирландия — 8 декабря 1831, Вашингтон) — американский архитектор, известен как дизайнер и строитель Белого дома в Вашингтоне (округ Колумбия).

## Биография
Хобан обучался архитектуре в ирландском и английском георгианском стиле и работал в этой дизайнерской традиции в течение всей своей архитектурной карьеры. Хобан эмигрировал в США после вспыхнувшей революции, сначала обосновавшись в Филадельфии и затем в штате Южная Каролина. Там он отреставрировал старое здание государственного конгресса в Колумбии (1791, сожжённое в 1865), фасад и портик которого были скопированы с предложенного Федеральным залом Нью-Йорка Л’Анфанта (1789) — проект, который был широко распространён в США.

Марка, посвященная Хобану

По предложению Джорджа Вашингтона Хобан приехал в федеральную столицу в 1792 году и представил план президентского особняка. Он выиграл национальное соревнование и получил право строить Белый дом (как и 500 долларов и участок земли в округе Колумбия). Первый камень был заложен в 1792 году, и работа продолжалась до 1801 года. Хобан также руководил реконструкцией здания Белого дома после того, как оно было разрушено во время войны 1812 −1815 годов. На проект Белого дома в основном повлияла фирма Лейнстер из Дублина и на проект основного фасада гравюра 51 из «Книги по архитектуре» Джеймса Гибба (Лондон, 1728). С 1793 по 1802 год Хобан был одним из руководителей, отвечающих за монтаж Капитолия, который был спроектирован Уильямом Торнтоном. В Вашингтоне, округ Колумбия, Хобан также спроектировал Гранд Отель (1793 — 95), Литтл Отель (1795); его последние федеральные заказы — здания Государственного и Военного ведомств (1818).